# Michael Quigley
Michael Quigley, född 17 oktober 1958 i Indianapolis, Indiana, är en amerikansk demokratisk politiker. Han representerar delstaten Illinois femte distrikt i USA:s representanthus sedan 7 april 2009.
Quigley avlade 1981 kandidatexamen vid Roosevelt University. Han avlade sedan 1985 sin master vid University of Chicago och 1989 juristexamen vid Loyola University Chicago. Han arbetade sedan som advokat och som universitetslärare.
Kongressledamoten Rahm Emanuel avgick 2009 för att tillträda som Vita husets stabschef. Quigley besegrade republikanen Rosanna Pulido i fyllnadsvalet till representanthuset.
Quigley är katolik. Michael och Barbara Quigley har två döttrar: Alyson och Meghan.